# 莱克斯·范登
莱克斯·范登（荷蘭語：Lex van Dam；1968年6月24日—)，出生于荷兰德拉赫滕（Drachten, Netherlands），对冲基金经理、金融教育家。专门从事买卖股票、货币和金融衍生品。目前居住在英国伦敦。

## 生平
莱克斯在格罗宁根大学(University of Groningen) 完成他的学业（计量经济学和投资）。1992年，莱克斯成为高盛集团（Goldman Sachs）的操盘手，后期更成为高盛股票自营交易台负责人。2002年起，莱克斯在对冲基金GLG Partners任职基金经理。 2007年，他在英国伦敦成立了自己的对冲基金（Hampstead Capital LLP）并任职基金经理。
在2009年，莱克斯和英国广播公司（BBC）合作拍摄了一辑（共三集）真人秀电视节目《百万美元交易员（Million Dollar Traders）》 。2009年底，莱克斯出版了《How to Make Money Trading》一书。意在更深入地分析、传授《百万美元交易员》中的交易技巧。2010年11月，莱克斯成立了莱克斯交易学堂，其目的是培训交易、投资人才。
莱克斯被瑞士模特森雅·特霍米契（Xenia Tchoumitcheva）评为最性感的十大银行家之一。
莱克斯还和David Winner共同翻译了关于足球名将约翰·克鲁伊夫（Johan Cruyff）的书（名为Ajax, Barcelona, Cruyff, The ABC of a destinate Maestro，作者Frits Barend、Henk van Dorp）。